# Valéria Gyenge

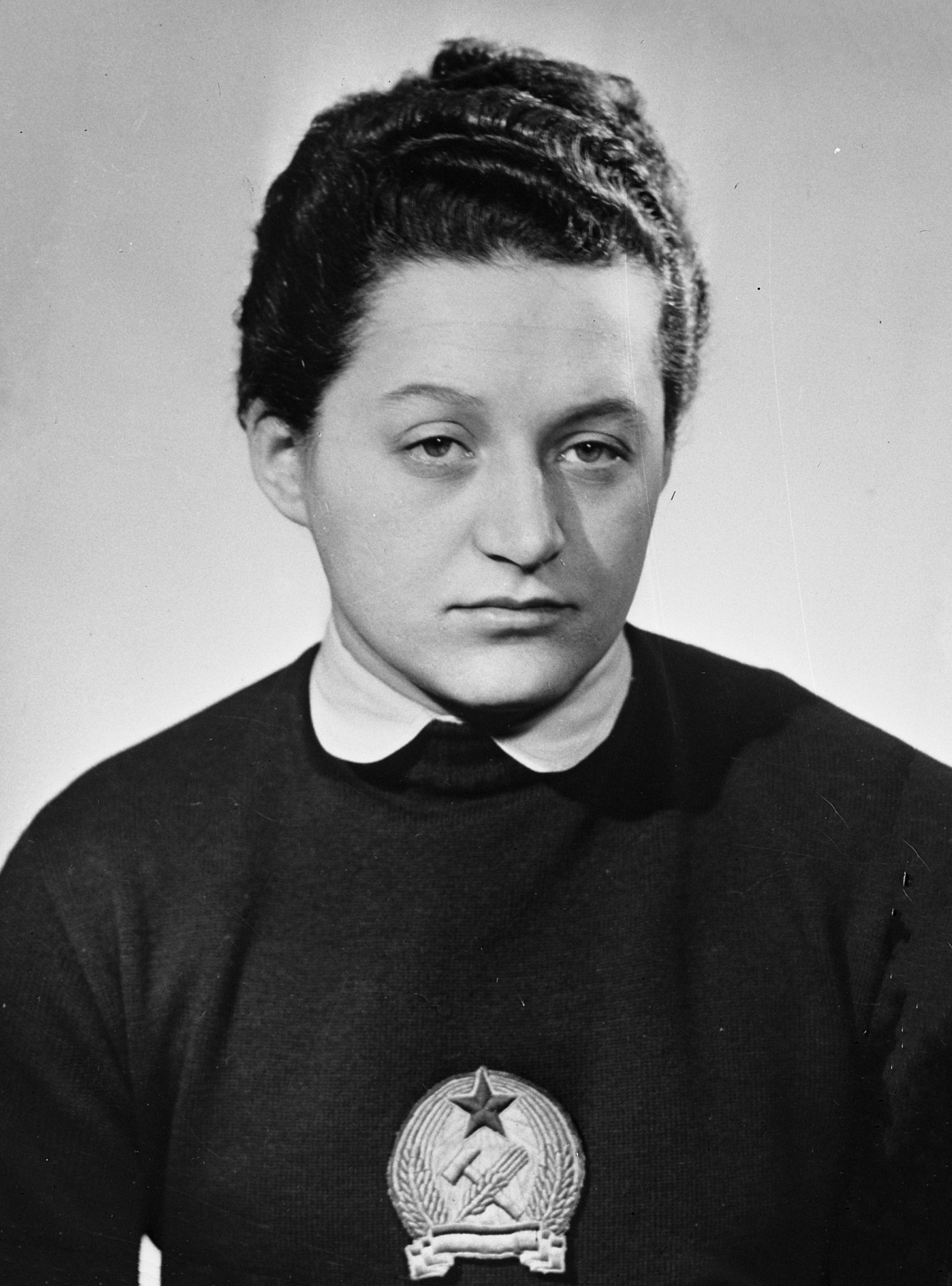
Imagem da ex-nadadora húngara Valéria Gyenge.

Valéria Gyenge (Budapeste, 3 de abril de 1933) é uma ex-nadadora húngara, ganhadora de uma medalha de ouro nos Jogos Olímpicos de Helsinque em 1952.
Foi recordista mundial dos 800 metros livres entre 1953 e 1956.
Entrou no International Swimming Hall of Fame em 1978.